# Liste der Bischöfe von Marsico Nuovo
Die folgenden Personen waren Bischöfe des italienischen Bistums Marsico Nuovo:
- Gisulfo oder Gisolfo (1089–1095)
- Giovanni I. (1090? 1095–1098)
- Leone (1123)
- Arrigo oder Enrico (1130–1131)
- Giovanni II. (1144–1160)
- Giovanni III. (1160–1188)
- Giovanni IV. (1198–1200)
- Benedetto (1200)
- Anselmo (1210)
- Rogerio oder Ruggerio (1222)
- Oderico oder Oderisio (1234–1242)
- Giovanni V. (1258)
- Reginaldo, Rinaldo oder Rainaldo Agni da Lentini (1267–1274), wird Erzbischof von Messina († 1287)
- Rainaldo oder Reginaldo da Piperno (1275–1290)
- Giovanni VI. de Vetere Mattei (?–1302)
- Giovanni VII. (1304)
- Matteo (1305)
- Giovanni VIII. Acuto (1310–1312)
- Ruggiero, Ruggero, Roggiero oder Rogerio (1314–1326)
- Pietro di Lupico (1328–1343)
- Rogerio, Ruggiero oder Ruggero (1343–1349)
- Bartolomeo (1349)
- Marcolino oder Pietro Corsario (1375)
- Tommaso Sferrati (1378–?)
- Giacomo Capadula, Lapadula oder da Padula (1384–1400)
- Pietro Alperini, Alperino, Ilperini, Ilperino, Esperino oder Iperino (?–1383)
- Andrea (?–1399)
- Marco di Montefalco (1399)
- Pietro di Cassano (1400)
- Nardello, Leonardo oder Ardello da Gaeta (1400–1440)
- Carlotto oder Carletto (1440–1453)
- Leonardo da Gaeta (1453–1456)
- Pietro di Diana oder di Diano (1456–1458)
- Andrea (1458–1460)
- Sansone de Cayano, de Coyano, Ciano oder Sansone di Caggiano (1460–1478)
- Giovanni Antonio Petitto, Pitito, Pitillo, Petitti oder Petillo (1478–1483)
- Nicola Angelo de Abbatissa, de Abatissa, dell’Abadessa oder dell’Abbadessa (1483)
- Antonio de Medici (1484)
- Fabrizio Guarna (1485–1494)
- Ottaviano Caracciolo (1494–1535)
- Vincenzo Boccaferri (1536–1537)
- Angelo Archilegio (1537–1541)
- Marzio de’ Marzi Medici (1541–1573)
- Angelo de’ Marzi Medici (1574–1582)
- Luigi oder Ludovico Pallavicino (1583)
- Antonio Fera (1584–1600)
- Ascanio Parisi (1600–1614)
- Timoteo Caselli (1614–1639)
- Giuseppe Ciantes (1640–1656)
- Angelo Pinerio (1656–1671)
- Giambattista Falvo (1671–1675)
- Giambattista Gambacorta (1676–1683)
- Francesco Antonio Leopardi (1683–1685)
- Domenico Lucchetti (1686–1707)
- Donato Anzani (1710–1732)
- Alessandro Puoti (1732–1744)
- Diego Andrea Tomacelli (1744–1766)
- Andrea Tortona (1766–1771)
- Carlo Nicodemi (1771–1792)
- Bernardo Maria Della Torre (1792–1797)
- Paolo Garzilli (1797–1818)

Weiterführung unter Liste der Erzbischöfe von Potenza